# Thumeritzer Marmor
Der Thumeritzer Marmor ist ein im Waldviertel in Niederösterreich vorkommender und südlich von Unterthumeritz abgebauter Marmor, der geologisch mit dem Wachauer Marmor vergleichbar ist. 

## Verwendung
Dieser Marmor wurde als Grabstein, Sockel- und Wandverkleidung, Portal und Treppe geschliffen und poliert und in weite Teile der österreichisch-ungarischen Monarchie geliefert. Thumeritzer Marmor findet man daher auf vielen Wiener Friedhöfen wie auch in Ungarn, Bulgarien, Rumänien und in der Türkei. Die bedeutende österreichische Steinmetzfirma Sommer & Weniger mit Sitz in Wien hatte während der Monarchie einen Steinbruch in Thumeritz. Dieser Marmor wurde teilweise auch als Mauerstein oder als Werkstein verwendet.

## Kalkofen
Der Marmor wurde teilweise zu Stückkalk gebrannt. Die erste schriftliche Nennung eines Kalkofens stammt aus dem Jahre 1839/40. Bis Anfang des 20. Jahrhunderts waren vermutlich etwa 50 bäuerliche und herrschaftliche Kalköfen in Betrieb. In Unterthumeritz wurde ein im Jahre 1904 18 Meter hoher Kalkofen aufgebaut, der in den Jahren 2002/2003 wiederhergestellt wurde und nun besichtigt werden kann.